# Mauersägetechnik
Die Mauersägetechnik, auch Mauersägeverfahren, ist eine etwa 100 Jahre alte Technik zur Trockenlegung von Mauerwerk bei einer Gebäudesanierung. Dabei wird eine nachträgliche Bauwerksabdichtung, eine horizontale Sperre, in ein feuchtes Mauerwerk mittels einer speziellen fahrbaren oder tragbaren Mauerschneidemaschine eingebracht, um weitere Durchfeuchtung zu verhindern.

## Verfahren
Beim Mauersägeverfahren wird das Ziegelmauerwerk, Beton oder Bruchsteinmauerwerk in einer Fuge im Abschnitt von einem Meter aufgeschnitten und PE-Fiberglas- oder Edelstahlplatten überlappend eingelegt. Anschließend werden die Platten im Sägeschnitt mit Kunststoffkeilen verkeilt und der Sägeschnitt mit Quellmörtel und einer Mörtelpumpe verpresst. Durch die Mechanische Sperre wird die Feuchtigkeit langfristig daran gehindert, im Mauerwerk aufzusteigen. Eventuell ist zusätzlich eine Abdichtung des Bodens notwendig, die an eine in den Sägeschlitz mit eingelegte Folie angeschlossen werden kann, um so eine Art Wanne zu konstruieren, auf der der Innenboden aufgebaut werden kann.
Diese horizontale Sperrschicht verhindert den weiteren Aufstieg von Feuchtigkeit. So ist es möglich, dass das nasse Mauerwerk abtrocknet. Um die Tragfähigkeit des Gebäudes nicht zu beeinträchtigen und die Setzrisse so gering wie möglich zu halten, werden im Abstand von höchstens 25 Zentimetern Kunststoffkeile mit einer Druckfestigkeit von 75 MPa eingeschlagen. Die Schnittfuge wird dann mit Zementmörtel beidseitig ausgefugt. Dabei werden zwischen die Keile Kunststofftüllen eingebaut.
Anschließend wird die Schnittzone über den Kunststofftüllen mit einem quellfähigen Injektionsmörtel durch eine Spezialmaschine kraftschlüssig im Druckverfahren verpresst.